# Македонский кодекс
Македонский кодекс (лат. Codex Macedoniensis; условное обозначение: Y или 034) — унциальный манускрипт IX века на греческом языке, содержащий текст четырёх Евангелий, на 309 пергаментных листах (18 x 13 см). Рукопись получила название от места своего происхождения. 

## Особенности рукописи
Текст на листе расположен в одной колонке, в 16 строк. Имеется несколько лакун. Текст отражает византийский тип текста. Рукопись отнесена к V категории Аланда. 
В настоящее время хранится в библиотеке Кембриджского университета, (Add. 6594).